# Lissy (île)
Lisy (russe : Лисий остров) est une île inhabitée de Russie située en face de Nakhodka et de la presqu'île de Troudny dans la baie de Nakhodka (mer du Japon).

## Description
Elle s'étend sur une longueur de 1,6 km pour une largeur de 0,47 km.